# يو إف سي 91
يو إف سي 91: كوتور ضد ليسنر (بالإنجليزية: UFC 91: Couture vs. Lesnar)‏ هو حدث لفنون القتال المختلطة نظمته يو إف سي، أُقيم في 15 نوفمبر 2008، على إم جي إم جراند جاردن أرينا في لاس فيغاس، نيفادا، الولايات المتحدة.